# Siri Nilsen
Siri Nilsen est une artiste chanteuse, compositrice, musicienne et doubleuse norvégienne. Elle est la fille du chanteur folk Lillebjørn Nilsen. Elle a sorti deux albums : Vi som ser i mørket (Nous qui voyons dans le noir) en 2009, et Alle snakker sant (Ils disent tous la vérité) en novembre 2011. Siri accompagne souvent ses chants avec un ukulele qu'elle joue en fingerstyle.
Nilsen a fait ses débuts en tant qu'artiste de scène en 2007, et se produit depuis aussi bien dans de petits bars et clubs, que dans de plus grandes salles de concert et des festivals. En décembre 2011, elle a été nommée comme meilleure artiste féminine pour son dernier album au Spellemannprisen, équivalent des Grammy Awards norvégien.

## Biographie
Siri Nilsen est née à Oslo en Norvège, et a grandi dans le quartier de Sagene. Étant enfant, elle apparaîtra dans deux films norvégiens, Over stork og stein en 1994 et Maja Steinansikt en 1996.
Avant de décider de se consacrer à la musique, Nilsen était danseuse de ballet. Elle décrit le procédé de composition d'une musique comme étant récréatif, et débute ainsi la transition vers son nouveau mode d'expression artistique, la musique au lieu de la danse. Nilsen débute sur scène comme artiste solo au Den Gode Kafe (Le bon café) à Olso en avril 2007.
En octobre 2008, Siri Nilsen remporte une compétition parmi de nouveaux artistes, sponsorisés par le label norvégien Grappa. En remportant le prix de meilleure nouvelle artiste, le jury la décrit comme ayant le « courage d'écrire des paroles simples, personnelles et intimistes en Norvégien ». À la suite de cet awards, elle reçut un contrat d'enregistrement avec le label, qui produit son premier album Vi som ser i mørket en 2009.

## Discographie

### Albums
- 2009: Vi som ser i mørket – (Nous qui voyons dans le noir)
- 2011: Alle snakker sant – (Ils disent tous la vérité)
- 2012: Alle snakker sant – (Ils disent tous la vérité) — sortie britannique
- 2012: Siri Nilsen: Live fra Rockefeller Music Hall — (Siri Nilsen: Live au Rockefeller Music Hall)
- 2014: Skyggebokser

### Singles
- 2011: "Alle snakker sant" – (Ils disent tous la vérité)
- 2013: Duo avec Susanna and the Magical Orchestra, sur le single "Death Hanging", avec Susanne Sundfør.